# Ostrovki
Ostrovki (en rus: Островки) és un poble de l'óblast de Vorónej, a Rússia, segons el cens del 2010 tenia 727 habitants.